# Shangtang (köpinghuvudort i Kina, Jiangxi Sheng, lat 28,29, long 115,73)
Shangtang är en köpinghuvudort i Kina. Den ligger i provinsen Jiangxi, i den sydöstra delen av landet, omkring 46 kilometer söder om provinshuvudstaden Nanchang. Antalet invånare är 16 227. Befolkningen består av 7 631 kvinnor och 8 596 män. Barn under 15 år utgör 20,0 %, vuxna 15-64 år 73 %, och äldre över 65 år 6,0 %.
Runt Shangtang är det tätbefolkat, med 459 invånare per kvadratkilometer. Närmaste större samhälle är Qujiang, 7,5 km sydost om Shangtang. Trakten runt Shangtang består till största delen av jordbruksmark.
Genomsnittlig årsnederbörd är 2 190 millimeter. Den regnigaste månaden är juni, med i genomsnitt 367 mm nederbörd, och den torraste är oktober, med 28 mm nederbörd.